# Ningshan Chengguanzhen (häradshuvudort i Kina, Shaanxi, lat 33,33, long 108,31)
Ningshan Chengguanzhen (kinesiska: 宁陕城关镇, 宁陕县) är en häradshuvudort i Kina. Den ligger i provinsen Shaanxi, i den nordvästra delen av landet, omkring 120 kilometer sydväst om provinshuvudstaden Xi'an. Antalet invånare är 70 435. Befolkningen består av 32 090 kvinnor och 38 345 män. Barn under 15 år utgör 13,0 %, vuxna 15-64 år 76 %, och äldre över 65 år 9,0 %.
Runt Ningshan Chengguanzhen är det ganska tätbefolkat, med 108 invånare per kvadratkilometer. Det finns inga andra samhällen i närheten. I omgivningarna runt Ningshan Chengguanzhen växer i huvudsak blandskog.
Genomsnittlig årsnederbörd är 1 075 millimeter. Den regnigaste månaden är juli, med i genomsnitt 217 mm nederbörd, och den torraste är december, med 2 mm nederbörd.